# Европейский комитет по предупреждению пыток
Европейский комитет по предупреждению пыток и бесчеловечного или унижающего достоинство обращения или наказания или, вкратце, Комитет по предупреждению пыток (ЕКПП) — это комитет Совета Европы против пыток, основанный для обеспечения соблюдения Европейской конвенции по предупреждению пыток и бесчеловечного или унижающего достоинство обращения и наказания. ЕКПП посещает места лишения свободы в странах, подписавших Конвенцию, и публикует отчеты о нарушениях этой Конвенции.
Согласно Ассоциации по предотвращению пыток, ЕКПП — первый в истории международный орган, специализирующийся на предотвращении пыток. По словам комиссара Совета Европы по правам человека, ЕКПП задал золотой стандарт для миссий по выяснению фактов в местах лишения свободы. Президентом ЕКПП с 2015 года трижды переизбирался украинский юрист, профессор Киевского национального университета Николай Гнатовский.
Расположен в здании Совета Европы в Страсбурге.

## Основание
ЕКПП был основан на Европейской конвенции по предупреждению пыток и бесчеловечного или унижающего достоинство обращения и наказания (1987 г.), которая вступила в силу в феврале 1989 года. Это позволяет ЕКПП посещать все «места содержания под стражей» государств-членов Совета Европы. Согласно определению Конвенции, места содержания под стражей — это все места, в которых люди содержатся без их согласия. В первую очередь, это касается полицейских изоляторов, тюрем и закрытых психиатрических учреждений, а также центров содержания под стражей мигрантов, домов престарелых и т. п. Посещения проводятся небольшими группами членов ЕКПП, которые обычно вызывают дополнительных экспертов. После каждого визита составляется отчет о выводах и рекомендациях, который направляется соответствующему правительству. Выводы касаются не столько отдельных случаев пыток, сколько выявления ситуаций риска, которые могут привести к пыткам. Отчеты ЕКПП являются конфиденциальными и публикуются только по запросу правительства. Но на правительства оказывается сильное политическое давление с целью обнародования отчета. Только в том редком случае, когда правительства отказываются публиковать, а ЕКПП имеет явные доказательства практики пыток, ЕКПП может сделать одностороннее «публичное заявление».
Все 47 государств-членов Совета Европы ратифицировали Конвенцию по предупреждению пыток. Протокол № 1 к Конвенции, вступивший в силу 1 марта 2002 года, предусматривает для государств, не являющихся членами Совета Европы, присоединиться к Конвенции, но до сих пор никому из них не было предложено сделать это.
После 20 лет опыта эта европейская модель была адаптирована и обобщена Организацией Объединённых Наций посредством Факультативного протокола к Конвенции ООН против пыток (2006 г.).
Члены ЕКПП являются независимыми и беспристрастными экспертами из самых разных сфер, включая юриспруденцию, медицину и систему правосудия. Они избираются на четырёхлетний срок Комитетом министров, директивным органом Совета Европы, и могут переизбираться дважды. По одному члену избирается от каждого государства-члена.

## Система посещений
Посещения осуществляются делегациями, обычно из двух или более членов ЕКПП, в сопровождении членов Секретариата Комитета и, при необходимости, экспертов и переводчиков. Член, избранный от страны посещения, не входит в состав делегации.
Делегации ЕКПП периодически посещают Договаривающиеся государства, но при необходимости могут организовать дополнительные «специальные» визиты. Комитет должен уведомить соответствующее государство, но не должен указывать период между уведомлением и фактическим посещением, которое в исключительных обстоятельствах может быть осуществлено сразу после уведомления. Возражения правительств относительно времени или места посещения могут быть оправданы только соображениями национальной обороны, общественной безопасности, серьёзного заболевания, состояния здоровья человека или того, что в настоящее время проводится срочный допрос, связанный с серьёзным преступлением. В таких случаях государство должно незамедлительно принять меры, чтобы Комитет мог посетить его как можно скорее.

## Неограниченный доступ, сотрудничество и конфиденциальность
Согласно Конвенции, делегации ЕКПП имеют неограниченный доступ к местам содержания под стражей и право перемещаться внутри таких мест без ограничений. Они беседуют с лишенными свободы лицами наедине и свободно общаются со всеми, кто может предоставить информацию.
Рекомендации, которые ЕКПП может сформулировать на основе фактов, установленных во время посещения, включаются в отчет, который направляется соответствующему государству. Этот отчет является отправной точкой для постоянного диалога с соответствующим государством.
ЕКПП придерживается двух руководящих принципов: сотрудничество и конфиденциальность. Сотрудничество с национальными властями лежит в основе Конвенции, поскольку цель состоит в защите лиц, лишенных свободы, а не в осуждении государств за нарушения. Отчеты Комитета строго конфиденциальны. Тем не менее, если страна отказывается сотрудничать или отказывается улучшить ситуацию в свете рекомендаций Комитета, ЕКПП может принять решение сделать публичное заявление.
Конечно, само государство может потребовать публикации отчета Комитета вместе с его комментариями. Кроме того, ЕКПП ежегодно составляет общий отчет о своей деятельности, который публикуется.

## В России
В центре внимания Комитета в 1990-х были пытки и обращение полиции с задержанными в Турции; своё первое посещение РФ (а именно Чечни) делегация ЕКПП совершила в 2000 году.
11 марта 2019 ЕКПП заявил о пытках заключённых в тюрьмах Северо-Кавказского региона, в том числе незаконно задержанных представителей ЛГБТ-сообщества в Чечне. При этом власти России «не признают серьёзности сложившейся ситуации», отметили в комитете.
Кроме Чечни, пытки распространены в Дагестане, Ингушетии, Кабардино-Балкарии и Северной Осетии, подчеркнули в комитете.
В декабре того же года доклад о нарушениях прав человека в Чечне выпустила Организация по безопасности и сотрудничеству в Европе, она призвала Россию расследовать эти нарушения. В июле на сессии Комитета ООН против пыток российские чиновники настаивали, что заявления о преследованиях в Чечне не подтверждаются.